# Przedsiębiorstwo Materiałów Podsadzkowych Przemysłu Węglowego

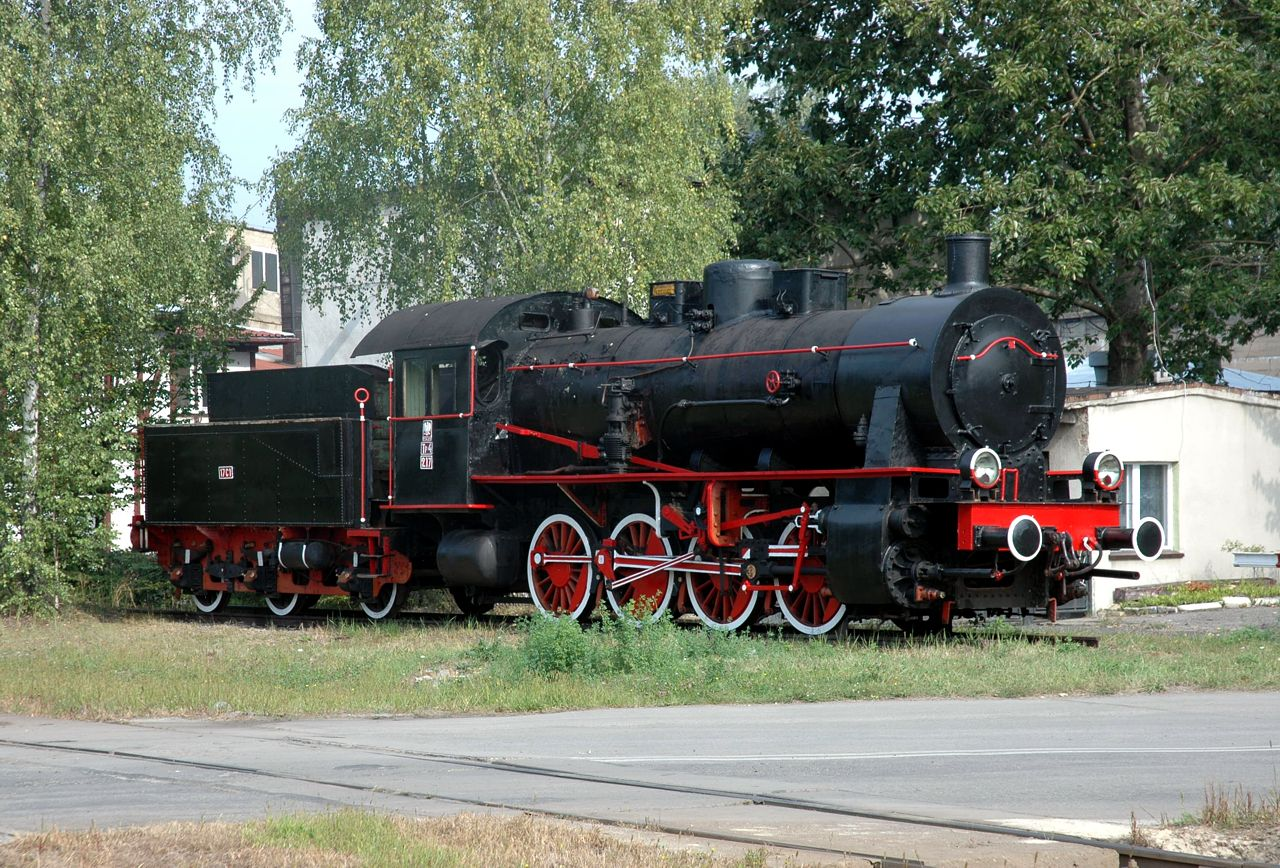
Parní lokomotiva Tp4-217 (ex PMPPW) jako pomník v Pyskowicích

Firma Przedsiębiorstwo Materiałów Podsadzkowych Przemysłu Węglowego (PMPPW), česky Podnik základkových materiálů uhelného průmyslu, byla vytvořena 1. ledna 1950. Jejím úkolem byla těžba základkového písku a obsluha průmyslových železnic v Hornoslezském průmyslovém okruhu. Tyto železnice, které byly do roku 1945 většinou soukromé, obsluhovaly pískové doly v Pyskowicích, Szczakowé, Maczkách i Kuźnici Warężyńské. Jedná se o tzv. pískové dráhy ve Slezsku.
Tímto způsobem vznikl svým rozsahem druhý největší provozovatel dráhy (po PKP), který byl však na státních drahách PKP nezávislý. Tratě PMPPW byly nejdříve obsluhovány parními lokomotivami a v roce 1954 byla zahájena postupná elektrizace sítě PMPPW. Z důvodu rozvoje Rybnického uhelného okruhu byl v roce 1966 otevřen nový pískový důl Kotlarnia.
V roce 1990 byl PMPPW zlikvidován rozdělením na šest nezávislých podniků. Jednalo se o čtyři firmy s názvem Kopalnia Piasku (Pískový důl) Szczakowa, Maczki-Bór, Kuźnica Warężyńska a Kotlarnia a dva podniky s názvem Przedsiębiorstwo transportu kolejowego i gospodarki kamieniem (Podnik železniční dopravy a hospodaření s kamenem) Zabrze a Rybnik. Uzavírání dolů a likvidace zakládkových jam vedlo ke zmenšení potřeby písku, což přineslo postupnou likvidaci značné části pískových tratí. Firmy vzniklé z PMPPW se tak vedle dopravy po vlastních tratích začaly zabývat železniční dopravou na státní síti PKP PLK.